# 클레멘스 폰 피르케
클레멘스 페터 폰 피르케 남작(독일어: Clemens Peter Freiherr von Pirquet, 1874년 5월 12일 ~ 1929년 2월 28일)은 오스트리아의 소아청소년과 의사이다. '알레르기' 용어를 처음 고안한 인물로 알려져 있다. 인스브루크 대학교를 나왔으며, 자살로 생을 마감했다.